# Тьери
Тьери́ (фр. Thiéry) — коммуна на юго-востоке Франции в регионе Прованс — Альпы — Лазурный берег, департамент Приморские Альпы, округ Ницца, кантон Ванс. До марта 2015 года коммуна административно входила в состав упразднённого кантона Виллар-сюр-Вар (округ Ницца).
Площадь коммуны — 22,24 км², население — 101 человек (2006) с тенденцией к росту: 104 человека (2012), плотность населения — 4,7 чел/км².

## Население
Население коммуны в 2011 году составляло 102 человека, а в 2012 году — 104 человека.
| 1962 | 1968 | 1975 | 1982 | 1990 | 1999 | 2006 | 2009 | 2011 | 2012 |
| ---- | ---- | ---- | ---- | ---- | ---- | ---- | ---- | ---- | ---- |
| 50   | 57   | 58   | 71   | 83   | 93   | 101  | 102  | 102  | 104  |

Динамика численности населения:

## Экономика
В 2010 году из 56 человек трудоспособного возраста (от 15 до 64 лет) 30 были экономически активными, 26 — неактивными (показатель активности 53,6 %, в 1999 году — 65,0 %). Из 30 активных трудоспособных жителей работали 29 человек (16 мужчин и 13 женщин), 1 мужчина числился безработным. Среди 26 трудоспособных неактивных граждан 4 были учениками либо студентами, 18 — пенсионерами, а ещё 4 — были неактивны в силу других причин.